# Vérité ou Conséquences, deuxième partie
Vérité ou Conséquences, deuxième partie est le huitième épisode de la saison 9 de la série Doctor Who, diffusé sur la BBC le 7 novembre 2015. Cet épisode fait suite à « Vérité ou Conséquences, première partie ».

## Accroche
Le futur de la planète Terre est scellé dans une boite se trouvant dans les archives noires d'UNIT et seul le Docteur sait ce qui se trouve à l'intérieur. UNIT étant tombé sous le contrôle des Zygons le Docteur et Osgood devenus des fugitifs à travers Londres, tente de les empêcher d'utiliser la boîte.

## Distribution
- Peter Capaldi : Le Docteur
- Jenna Coleman : Clara Oswald / Bonnie
- Ingrid Oliver : Osgood
- Jemma Redgrave : Kate Lethbridge-Stewart
- Nicholas Asbury : Étoine
- Aidan Cook : Zygon
- Tom Wilton : Zygon
- Jack Parker : Zygon
- Nicholas Briggs : Voix des Zygons

## Résumé
Bonnie, devenue la chef d'un groupe séparatiste de Zygons démarre une guerre à la fois contre les humains et les Zygons souhaitant vivre en paix. Ayant pris la forme de Clara elle est obligée de la maintenir dans une capsule de survie afin d'accéder à ses souvenirs, toutefois, dans un état de semi-conscience, Clara arrive à voir ce que Bonnie voit et à l'influencer. Ainsi, alors qu'elle tente de tirer sur l'avion transportant le Docteur et Osgood, elle lui fait rater son premier tir. Bien que la deuxième tentative atteint la cible, cela leur a laissé le temps de sauter en parachute. 
Croyant les avoir tués, Bonnie pousse un Zygon déguisé en humain à se changer en public, ce qui alerte les chaînes d'info sur la possibilité que des extra-terrestres se trouvent sur Terre. Le Docteur et Osgood parviennent à rencontrer le Zygon en question, mais apeuré, il finit par se suicider. Bonnie, pendant ce temps-là, tente de retrouver la boîte d'Osgood, censée annuler le cessez-le-feu et parvient en fouillant la mémoire de Clara, à comprendre que celle-ci se trouve sous la Tour de Londres dans l'archive noire d'UNIT. Le Docteur et Osgood se retrouvent face au double Zygon qui a pris la place de Kate Stewart ainsi que deux gardes Zygons. Celle-ci tue les deux gardes et s'avère être la véritable Kate, s'étant fait passer pour son double.
Bonnie arrive à l'Archive noire avec Clara, emprisonnée dans une capsule et apprend qu'il existe deux boites d'Osgood de différentes couleurs, contenant chacune un bouton intitulé "Vérité" ou "Conséquences". Le Docteur, Kate et Osgood arrivent sur place. Le Docteur révèle que l'une des boites contient un bouton qui permet de ramener à tout jamais la forme des Zygons à leur allure initiale et un autre qui les éradique de la surface de la Terre. L'autre boite contient un bouton qui permet à tout jamais d'empêcher les Zygons de changer de forme et un autre qui fait exploser une bombe nucléaire qui rasera Londres de la carte. Kate finit par se retrouver avec une boite en face d'elle et Bonnie avec une autre. Le Docteur leur explique que le système des boites les met face à des conséquences radicales, comme lui s'est retrouvé face à un choix radical lors de la Guerre du Temps. 
Kate et Bonnie réalisent que les boites sont en réalité un leurre. Kate finit par oublier ce fait (selon le Docteur, cela est arrivé plusieurs fois) tandis que le Docteur pardonne à Bonnie ses actions passées à condition que ce qu'elle sait lui permette d'œuvrer pour la paix entre humains et Zygons. Bonnie dissout sa cellule terroriste et finit par prendre la forme d'Osgood. Redevenue deux jumelles dont personne ne sait qui des deux est Zygon ou humaine, elles continuent leur mission destinée à garantir la paix entre humain et Zygons. 

### Continuité
- Si une allusion avait été faite lors de l'épisode précédent à l'ancien compagnon du Docteur, Harry Sullivan, celui-ci est mentionné explicitement au cours de cet épisode. Le Z67 est qualifié de Sullivan's Gas (Gaz de Sullivan)[1],[2]. Le Docteur surnomme même Sullivan « l'imbécile » en référence au qualificatif donné par le quatrième Docteur à celui-ci dans l'épisode Revenge of the Cybermen.
- Lorsque Bonnie ouvre le coffre-fort, on peut voir cette fois-ci distinctement la photo du 1er Docteur, déjà aperçue dans l'épisode précédent.
- L'archive noire de UNIT avait été vue pour la première fois dans l'épisode Le Jour du Docteur et on peut y retrouver un casque des militaires du Bourbier vus dans La Fin d'une vie[1].
- Kate Stewart dit qu'elle a tiré « [...] cinq tirs en rafales. » sur un Zygon, une phrase déjà utilisée par son père le Brigadier Lethbridge-Stewart dans The Dæmons.
- Le Docteur explique qu'il a hésité à appuyer sur un bouton pour commettre un meurtre de masse afin d'empêcher une guerre, référence aux événements de l'épisode Le Jour du Docteur[1]. Le design des boîtes d'Osgood renvoie à celui du Moment.
- le Docteur dit à Osgood que son nom est Basile, la série n’a encore jamais confirmé si c’était un mensonge du docteur ou s'il s’agit réellement de son nom.
- Le Docteur affirme à Osgood que l'acronyme de TARDIS change parfois[1].